# Кадзоку
Кадзоку (яп. 華族, かぞく, «квітучі роди») — привілейований суспільний стан титулованої шляхти в Японії, що існував протягом 1869 — 1947 років. Походить від назви найчисельнішої групи японської аристократії сейка 10 — 19 століття.

## Короткі відомості
Після повернення земель і населення Імператору в липні 1869, Імператорський уряд Японії скасував традиційні стани аристократів куґе та регіональних володарів даймьо і сформував з них новий стан титулованої шляхти кадзоку. На момент утворення цього стану до нього зарахували 427 родин. Після ліквідації ханів і заснування префектур в серпні 1871 року різницю між колишніми аристократами та самурайськими володарями остаточно скасували. 
Титулована шляхта належала до найвищого суспільного стану в Японії. Своїм авторитетом вона поступалися лише членам Імператорської родини. Представники титулованої шляхти офіційно вважалися зразковими громадянами і провідниками нації, за що утримувалися за рахунок держави.
В червні 1874 для зміцнення станової свідомості та поглиблення зв'язків в середині стану уряд заснував Асамблею титулованої шляхти, а в 1877 відкрив академію Ґакусюїн з метою виховання дітей шляхтичів.
У 1884 видано указ про титуловану шляхту, за яким до її членів стали приймати політиків, військових, адміністраторів та підприємців, що мали непересічні заслуги перед державою. Серед цієї нової титулованої шляхти більшість осіб походила з Тьосю-хану та Сацума-хану. Окрім них до стану приймали колишніх членів Імператорської родини, які прийняли статус підданих Імператора.
Представники кадзоку мали п'ятиступеневу систему титулів, від більшого до найменшого: 
| 公爵 | こうしゃく | косяку   | герцог |
| 侯爵 | こうしゃく | косяку   | маркіз |
| 伯爵 | はくしゃく | хакусяку | граф   |
| 子爵 | ししゃく   | сісяку   | віконт |
| 男爵 | だんしゃく | дансяку  | барон  |

Як правило, вищі титули мали ті особи, які походили з колишніх аристократичних сімей, що займали високі ранги при дворі, або самурайських сімей, що в минулому мали прибуткові володіння. Усі титули були спадковими. 
Згідно з указом про титуловану шляхту та Конституцією Великої Японської Імперії представники кадзоку формували Палату перів, верхню палату Імперського парламенту Японії. Особи, які мали титули герцогів і маркізів, ставали депутатами палати автоматично. Решта титулованих осіб депутатські права на виборчій основі. 
Окрім політичних привілеїв титулована шляхта мала й економічні. Її майном та фінансами завідував окремий 15-й державний банк. Серед обмежень, які накладалися на титулованих осіб була заборона на вільний шлюб. Дозвіл на одруження шляхтича або його дітей мав видавати Міністр Імператорського двору.
Стан кадзоку був ліквідований після Другої світової війни в 1947 році, в зв'язку із набуттям чинності нової Конституції Японії.

## Герцоги
- Сандзьо Санетомі
- Ямаґата Арітомо
- Сай'ондзі Кіммоті